# ジャスダックで上場廃止となった企業一覧
ジャスダックで上場廃止となった企業一覧（ジャスダックでじょうじょうはいしとなったきぎょうのいちらん）は、ジャスダックで上場廃止となった企業の一覧である。店頭廃止となった企業も記述している。株式交換や合併並びに東京証券取引所への市場変更による上場廃止はここでは記述しない。

## 1999年以前
- マルコー（1992年3月1日、東証JQ 8843）
- アイペック（1992年10月28日、東証JQ 9688）
- ロイヤル建設（1993年1月8日、東証JQ 1894）
- ミタチ電機（1993年4月20日、東証JQ 6132）
- ハニックス工業（1993年11月23日、東証JQ 6285）
- テーエスデー（1993年12月8日、東証JQ 9754）
- 新日本国土工業（1994年4月8日、東証JQ 1903）
- 東海（1994年11月30日、東証JQ 7941）
- 北海道炭礦汽船 （1995年2月23日、東証JQ 1505）
- 日本データ機器 （1995年6月20日、東証JQ 8288）
- フェニックス電機（1996年5月11日、東証JQ 6927）後に再上場
- エクイオン（1996年7月4日、東証JQ 8590）
- オリンピックスポーツ（1996年11月28日、東証JQ 9910）
- オールコーポレーション（1997年3月18日、東証JQ 8598）
- アイ・ジー・エス（1997年4月18日、東証JQ 9670）
- リーデック（1997年9月6日、東証JQ 6854） 旧社名は「理化電機工業」
- センコー産業（1998年3月1日、東証JQ 8861）
- 日東ライフ（1998年6月29日、東証JQ 1901）
- カブトデコム（1998年7月1日、東証JQ 1876）
- アイコー（1999年5月22日、東証JQ 4988）
- 太平化学製品（1999年10月1日、東証JQ 4223）
- 東海鋼業（1999年10月1日、東証JQ 5452）
- 東邦工機（1999年10月1日、東証JQ 5968）
- 日華油脂（1999年10月1日、東証JQ 2603）
- 日本起重機製作所（1999年10月1日、東証JQ 6308）
- 三国商事（1999年10月1日、東証JQ 8062）
- ヤギシタ電機（1999年10月1日、東証JQ 6990）
- テスコン（1999年10月19日、東証JQ 6865）

## 2000年
- 檜不動産（2000年1月1日、東証JQ 8862）
- チッソ（2000年3月31日、東証JQ 4006）
- ピコイ（2000年4月7日、東証JQ 1769）
- 日本アムウェイ（2000年9月27日、東証JQ 9821）

## 2001年
- サワコー・コーポレーション（2001年5月29日、東証JQ 1784）有価証券報告書未提出・民事再生法申請

- トーカロ（2001年8月1日、東証JQ 5961）ジャフコ・エス・アイ・ジーによりTOB、後に再上場

## 2002年
- 大和鋼帯（2002年2月1日、東証JQ 5694）
- はるやまチェーン（2002年3月28日、東証JQ 7529）
- ケイビー（2002年4月23日、東証JQ 2920）
- 北の家族（2002年7月18日、東証JQ 9925）
- イズミ工業（2002年8月28日、東証JQ 7286）
- ファーストクレジット（2002年9月9日、東証JQ 8580）
- イセキ開発工機（2002年9月30日、東証JQ 6275）
- 北部通信工業（2002年11月1日、東証JQ 6909）
- ハクスイテック（2002年12月24日、東証JQ 4079）

## 2003年
- 宝船（2003年7月15日、東証JQ 8169）
- 日本コーリン（2003年12月10日、東証JQ 6872）

## 2004年
- マツモト電器（2004年1月13日、東証JQ 9917）
- 東北エンタープライズ（2004年12月1日、東証JQ 1772）

## 2005年
- 大出産業（2005年1月13日、東証JQ 7900）
- 55ステーション（2005年5月12日、東証JQ 4702）
- 利根地下技術（2005年6月20日、東証JQ 1800）
- 本間ゴルフ（2005年7月21日、東証JQ 7884）
- ジプロ（2005年8月29日、東証JQ 7511）
- キンレイ（2005年12月15日、東証JQ 2661）

## 2006年
- グリーンハウス（2006年3月22日、東証JQ 9689）
- ペイントハウス（2006年7月9日、東証JQ 1731）
- ヤギコーポレーション（2006年10月14日、東証JQ 3595）
- ユニコ・コーポレーション（2006年11月26日、東証JQ 8569）

## 2007年
- TTGホールディングス（2007年1月7日、東証JQ 1991）
- 神明電機（2007年2月19日、東証JQ 6956）
- 旭ダンケ（2007年3月2JQ 5281）、東証JQ 0日、東証
- レックス・ホールディングス（2007年4月29日、東証JQ 2688）
- 日本ファイリング（2007年5月21日、東証JQ 7933）
- プレック研究所（2007年9月21日、東証JQ 4701）
- マキ製作所（2007年10月28日、東証JQ 6304）
- ノヴァ（2007年11月27日、東証JQ 4655）

## 2008年
- セタ（2008年1月1日、東証JQ 4670）
- 日本ロジステック（2008年1月18日、東証JQ 9323）
- 三幸（2008年1月27日、東証JQ 4843）
- サイバードホールディングス（2008年3月16日、東証JQ 4823）
- ユニオンペイント（2008年3月20日、東証JQ 4622）
- アリサカ（2008年6月28日、東証JQ 2328）
- キョーエイ産業（2008年8月19日、東証JQ 1744）
- 三平建設（2008年8月25日、東証JQ 1908）
- YOZAN（2008年9月1日、東証JQ 6830）
- カウボーイ（2008年9月30日、東証JQ 9971）
- トランスデジタル（2008年9月30日、東証JQ 9712）
- エルクリエイト（2008年10月18日、東証JQ 3247）
- Human21（2008年10月20日、東証JQ 8937）
- プロデュース（2008年10月27日、東証JQ 6263）
- 武井工業所（2008年11月1日、東証JQ 5286）
- ダイナシティ（2008年12月1日、東証JQ 8901）
- 山崎建設（2008年12月1日、東証JQ 1902）
- タスコシステム（2008年12月15日、東証JQ 2709）
- ディックスクロキ（2008年12月15日、東証JQ 8884）

## 2009年
- 太洋興業（2009年1月9日、東証JQ 7449）
- 松本建工（2009年1月16日、東証JQ 1779）
- クオンツ（2009年1月17日、東証JQ 6811）
- アクセス（2009年1月27日、東証JQ 4700）
- 旭ホームズ（2009年1月27日、東証JQ 1913）
- 東新住建（2009年2月10日、東証JQ 1754）
- エス・イー・エス（2009年2月17日、東証JQ 6290）
- ビジョンメガネ（2009年3月7日、東証JQ 7642）

## 2010年
- ディーワンダーランド（2010年2月9日、東証JQ 9611）不適当な合併等
- 日本トイザらス（2010年2月20日、東証JQ 7645）TOB
- ナルミヤ・インターナショナル（2010年3月26日、東証JQ 3364）TOB
- ダヴィンチ・ホールディングス（2010年6月1日、東証JQ 4314）債務超過且つ1単位あたり10,000円未満
- コマーシャル・アールイー（2010年6月7日、東証JQ 8866）民事再生法適用申請
- モリシタ（2010年6月21日、東証JQ 3594）2期連続債務超過
- 総和地所（2010年7月1日、東証JQ 3239）2期連続債務超過
- NESTAGE（2010年8月2日、東証JQ 7633）株価2円未満
- アーム電子（2010年9月24日、東証JQ 6671）民事再生法適用申請
- ラ・パルレ（2010年11月6日、東証JQ 4357）民事再生法適用申請
- 日清医療食品（2010年12月27日、東証JQ 4315）MBO

## 2011年
- VSN（2011年1月8日、東証JQ 2135）MBO
- 中小企業信用機構（2011年2月26日、東証JQ 8489）民事再生法申請
- 幻冬舎（2011年3月16日、東証JQ 7843）MBO
- サザビーリーグ（2011年3月25日、東証JQ 7553）MBO
- AS-SZKi（2011年4月23日、東証JQ 1995）スクイーズ・アウト
- ユニコムグループホールディングス（2011年4月29日、東証JQ 8744）MBO
- セイクレスト（2011年5月20日、東証JQ 8900）破産
- ワークスアプリケーションズ（2011年6月15日、東証JQ 4329）MBO
- 田中亜鉛鍍金（2011年7月1日、東証JQ 5980）MBO
- ビジネストラスト（2011年7月25日、東証JQ 4289）MBO
- ゴトー（2011年11月18日、東証JQ 9817）MBO
- 東山フイルム（2011年12月21日、東証JQ 4244）MBO

## 2012年
- RHトラベラー（2012年2月24日、東証JQ 9838）MBO
- カラカミ観光（2012年3月22日、東証JQ 9794）MBO
- ヤマトマテリアル（2012年3月23日、東証JQ 7620）MBO
- セラーテムテクノロジー（2012年7月20日、東証JQ 4330）虚偽の事実開示等
- ベンチャーリパブリック（2012年8月7日、東証JQ 2177）MBO
- ホッコク（2012年8月11日、東証JQ 2906）不適当な合併等
- プリヴェ企業再生グループ（2012年8月11日、東証JQ 4233）不適当な合併等
- エイブル&パートナーズ（2012年8月31日、東証JQ 3272）MBO
- クレスト・インベストメンツ（2012年9月1日、東証JQ 2318）民事再生法申請
- アルク（2012年9月18日、東証JQ 2496）MBO
- ワオ・コーポレーション（2012年9月26日、東証JQ 9730）MBO
- 鐘崎（2012年11月27日、東証JQ 2912）MBO
- アテナ工業（2012年12月11日、東証JQ 7890）MBO

## 2013年
- アイ・エム・ジェイ（2013年1月28日、東証JQ 4305）MBO
- セレブリックス（2013年3月25日、東証JQ 2444）MBO
- 東京カソード研究所（2013年4月15日、東証JQ 6868）民事再生法申請
- EMCOMホールディングス（2013年5月9日、東証JQ 7954）不適当な合併